# АЭС Бреннилис
АЭС Бреннилис (фр. Site nucléaire de Brennilis) — закрытая атомная электростанция на западе Франции в регионе Бретань. Расположена на берегу озера Сен-Мишель на территории коммуны Бреннилис в департаменте Финистер в 56 км на восток от города Брест.
Станция имеет один энергоблок с тяжеловодным газоохлаждаемым реактором - а точнее, графито-газовым ядерным реактором, мощностью 75 МВт. Введена в эксплуатацию в 1967 году и проработала вплоть до 1985 года, когда и была закрыта. Причиной закрытия станции стала смена направления французской атомной энергетики в пользу реакторов типа PWR, более мощных и надёжных.

## Закрытие АЭС
Стоимость вывода АЭС Бреннилис из эксплуатации обошлась французам в 482 миллиона евро. Это был первый опыт закрытия атомной электростанции во Франции. Сам процесс закрытия был поделен на три этапа.
Первый этап начался в 1985 году. Сначала был остановлен реактор, затем выгружено ядерное топливо, и, наконец, очищена система охлаждения.
Второй этап был начат в 1997 году и включал в себя дезактивацию помещений и демонтаж всего оборудования кроме реактора. В связи с затоплением АЭС Бреннилис в 2000 году и пожаром во вспомогательных цехах в 2001 году второй этап продлился вплоть до 2005 года.
Третий этап закрытия атомной электростанции включал в себя демонтаж парогенераторов, корпуса реактора и защитной оболочки здания энергоблока. 

## Теракт на АЭС
15 августа 1975 года на территории АЭС Бреннилис произошли два взрыва. Полностью была уничтожена телефонная линия, а также незначительно повреждена турбина. Ответственность за теракт взяла на себя организация «Фронт освобождения Бретани». 

## Информация об энергоблоках
| Энергоблок    | Тип реакторов | Мощность | Мощность | Начало строительства | Физпуск    | Подключение к сети | Ввод в эксплуатацию | Закрытие   |
| Энергоблок    | Тип реакторов | Чистый   | Брутто   | Начало строительства | Физпуск    | Подключение к сети | Ввод в эксплуатацию | Закрытие   |
| ------------- | ------------- | -------- | -------- | -------------------- | ---------- | ------------------ | ------------------- | ---------- |
| Monts d'Arrée | HWGCR, EL-4   | 70 МВт   | 75 МВт   | 01.07.1962           | 23.12.1966 | 09.07.1967         | 01.06.1968          | 31.07.1985 |